# Maïak
Maïak (ukrainien : Маяк, russe : Маяк, qui en russe signifie « phare ») est une commune urbaine de l'oblast de Donetsk, dans l'est de l'Ukraine (à ne pas confondre avec le complexe nucléaire Maïak construit par l'Union soviétique pour produire du plutonium de qualité militaire, près de la ville secrète d’Oziorsk ; anciennement Tcheliabinsk-40), dans l’oblast de Tcheliabinsk). 
Elle dépend du raïon de Donetsk et de la communauté urbaine de Makiïvka.  Elle compte 1 174 habitants en 2021.

## Géographie
Elle se situe sur la rive occidentale de la rivière Hrouzka, un affluent du fleuve côtier Kalmious. Elle se trouve à 9 km au sud-est de la ville de Makiïvka, et à 16 km à l'est-sud-est de celle de Donetsk.